# Луций Октавий
Лу́ций Окта́вий (лат. Lucius Octavius; умер в начале 74 года до н. э., Киликия, Римская республика) — римский политический деятель из плебейского рода Октавиев, консул 75 года до н. э. Управлял провинцией Киликия.

## Происхождение
Луций Октавий принадлежал к плебейскому роду, возвышение которого началось во второй половине III века до н. э. От младшего из сыновей Гнея Октавия Руфа (квестора 230 года до н. э.) пошла всадническая ветвь Октавиев, к которой принадлежал Октавиан Август. Старший сын Руфа, тоже Гней (без когномена), в своей карьере достиг претуры (205 год до н. э.). Его сын, внук и правнук были консулами в 165, 128 и 87 годах до н. э. соответственно. Луция Октавия источники называют сыном Гнея, внуком Гнея (f. Gn., n. Gn.); по одной версии, он был сыном консула 87 года до н. э., погибшего во время гражданской войны, по другой — младшим братом.
Предположительно, двоюродным братом Луция был ещё один Гней Октавий, занимавший консульскую должность на год раньше (в 76 году до н. э.).

## Биография
Благодаря одной латинской надписи известно, что квестор по имени Луций Октавий, сын Гнея, вместе со своим коллегой Гаем Помпонием, сыном Гая, по поручению сената в какой-то момент руководил строительством дороги между Нурсией и Сполетием в Умбрии. Возможно, речь идёт о будущем консуле 75 года до н. э. Основываясь на требованиях Корнелиева закона относительно обязательных временных промежутков между высшими магистратурами, антиковеды предполагают, что не позже 78 года до н. э. Луций Октавий должен был занимать должность претора. Возможно, именно тогда была разработана некая Formula octaviana, упомянутая в 71 году до н. э. тогдашним претором Луцием Цецилием Метеллом в одном из его эдиктов.
В 75 году до н. э. Октавий стал консулом вместе с ещё одним плебеем Гаем Аврелием Коттой; предположительно он одержал победу на выборах благодаря помощи своего кузена Гая, консула предыдущего года. Политическое и экономическое положение Рима в это время было очень тяжёлым: в Испании шла неудачная война с мятежником Серторием, казна была пуста, существовала реальная угроза голода в столице. Из-за нехватки хлеба начались волнения, так что однажды консулам пришлось даже спасаться бегством от толпы и прятаться в доме Октавия, стоявшем неподалёку от форума. Чтобы решить проблему, Октавий и Котта наладили экстраординарные поставки хлеба из Сицилии и других провинций.
По истечении полномочий Луций Октавий стал наместником Киликии. Он умер уже в начале 74 года до н. э., и его преемником в провинции стал Луций Лициний Лукулл.